# Franz Becker (Politiker, 1888)
Franz Becker (* 17. August 1888 in Pritzier; † 7. Juni 1955 in Bad Nauheim) war ein deutscher Pädagoge und Politiker (DVP (1918–1933), NSDAP (1933–1945)).

## Leben
Becker besuchte das Realgymnasium in Ludwigslust und legte dort 1906 die Reifeprüfung ab. Von 1906 bis 1910 studierte er Geschichte, Erdkunde, Deutsch und Philosophie in Heidelberg, Leipzig und Rostock. Er legte 1910 in Rostock das Staatsexamen ab und wurde 1912 in Leipzig zum Dr. phil. promoviert und trat anschließend in den Schuldienst ein. Von 1913 bis 1920 war er Studienrat und bis 1928 Oberstudienrat. Er unterrichtete am städtischen Lyzeum und Oberlyzeum in Kassel. Seit 1928 war er Studiendirektor und Schulleiter der Malwida-von-Meysenbug-Schule in Kassel. Das Amt als Schulleiter bekleidete er bis 1945.
Franz Becker trat der Deutschen Volkspartei (DVP) 1918 bei und war für die DVP von 1921 bis 1932 Mitglied im Kommunallandtag Kassel, dessen Präsident er während der 60. und 61. Legislaturperiode war, und dem Provinziallandtag der Provinz Hessen-Nassau, dessen Vizepräsident er 1927 war. Zudem war er von 1926 bis 1930 stellvertretendes Mitglied im Preußischen Staatsrat.
Franz Becker hat vom November 1918 an die Bürgerratsbewegung als Gegengewicht zu den Arbeiter- und Soldatenräten in Kassel aufgebaut. Aufgrund dieser Tätigkeit wurde er mehrere Jahre zum zweiten Vorsitzenden des Landesbürgerrat Mitteldeutschland gewählt. Er war an den Unterdrückungen der Unruhen von 1919 und 1920 aktiv beteiligt und hat am 18. Mai 1919 gegen die Anerkennung des Friedensvertrages von Versailles gesprochen. Im kommunalen Bereich betätigte er sich gegen Philipp Scheidemann, den Oberbürgermeister von Kassel.
Am 3. April 1933 legte Franz Becker alle Parteiämter innerhalb der DVP nieder und trat aus ihr aus. Der NSDAP trat er zum 1. Mai 1933 bei (Mitgliedsnummer 3.515.125).
Nach 1945 war er Mitarbeiter im Bärenreiter-Verlag.